# Теохар Бакърджиев
Теохар Димитров Бакърджиев е деец на БКП.

## Биография
Теохар Бакърджиев е роден на 5 февруари 1895 г. в град Бургас. Влиза в БКП (т.с.) през 1919 г. В навечерието на Септемврийското въстание (1923) е арестуван и осъден по ЗЗД. Амнистиран през 1924 г.
Секретар на Окръжния комитет на БКП в Бургас (1924). След атентата в църквата „Света Неделя“ (1925) е арестуван и интерниран на Остров Света Анастасия. На 29 юли 1925 г. организира бягството на 43-ма интернирани. През Турция успяват да емигрират в СССР. Осъден на смърт по ЗЗД (задочно).
Работи в Международната организация за подпомагане на революционерите (МОПР) (1926 – 1929) и Задграничното бюро на БКП в Москва. По време на сталинските репресии е арестуван и въдворен в лагер на ГУЛАГ от Далечния изток. Умира в лагера „Колима“ през 1939 г.
Неговия паметник е в Морската градина на Бургас.